# Middleton (Wisconsin)
Middleton ist eine Stadt (mit dem Status „City“) im Dane County im US-amerikanischen Bundesstaat Wisconsin. Das U.S. Census Bureau ermittelte bei der Volkszählung 2020 eine Einwohnerzahl von 21.827.
Middleton ist Bestandteil der Metropolregion Madison.

## Geografie
Middleton liegt im mittleren Süden Wisconsins, im nordwestlichen Vorortbereich von dessen Hauptstadt Madison. Der am Mississippi gelegene Schnittpunkt der drei Bundesstaaten Wisconsin, Iowa und Illinois liegt 136 km westsüdwestlich.
Die geografischen Koordinaten von Middleton sind 43°05′50″ nördlicher Breite und 89°30′15″ westlicher Länge. Das Stadtgebiet erstreckt sich über eine Fläche von 23,62 km². 
Das Zentrum des südöstlich an das Stadtgebiet von Middleton angrenzende Madison ist 9,5 km entfernt. Weitere Nachbarorte sind Verona (13,8 km südlich), Cross Plains (13,3 km westnordwestlich), Dane (23,6 km nördlich) und Waunakee (13,5 km nordnordöstlich).
Die neben Madison nächstgelegenen weiteren Großstädte sind Green Bay (232 km nordöstlich), Milwaukee (136 km östlich), Chicago (245 km südöstlich) und Rockford (120 km südlich).

## Verkehr

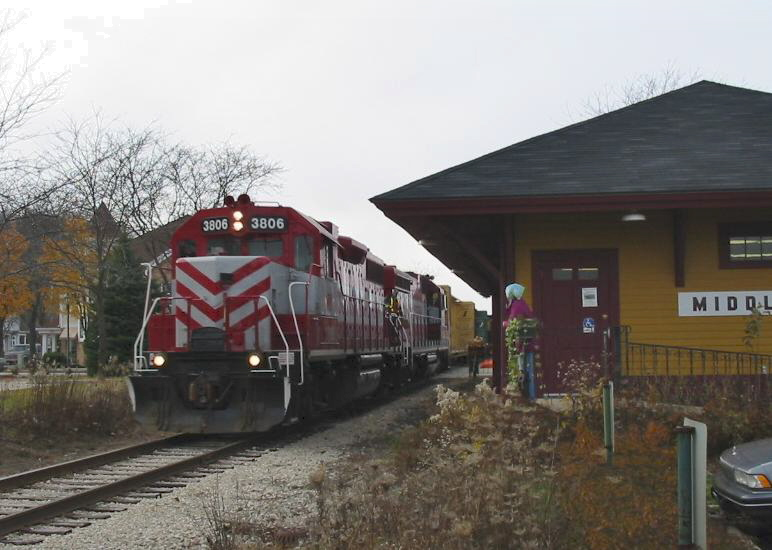
WSOR in Middleton

In Middleton treffen die U.S. Highways 12 und 14 zusammen. Alle weiteren Straßen sind untergeordnete Landstraßen, teils unbefestigte Fahrwege sowie innerörtliche Verbindungsstraßen.
Von West nach Ost verläuft durch Middleton eine Eisenbahnstrecke der Wisconsin and Southern Railroad (WSOR), einer regionalen (Class II) Frachtverkehrsgesellschaft. Der einzige Reisezug der Region, der zwischen Chicago und Seattle / Portland verkehrende Empire Builder von Amtrak, hält einmal täglich im etwa 50 Kilometer entfernten Columbus.
Der nächste Flughafen ist der Dane County Regional Airport in Madison (17,8 km südwestlich).

## Bevölkerung
Nach der Volkszählung im Jahr 2010 lebten in Middleton 17.442 Menschen in 8037 Haushalten. Die Bevölkerungsdichte betrug 738,4 Einwohner pro Quadratkilometer. In den 8037 Haushalten lebten statistisch je 2,16 Personen. 
Ethnisch betrachtet setzte sich die Bevölkerung zusammen aus 87,1 Prozent Weißen, 3,5 Prozent Afroamerikanern, 0,3 Prozent amerikanischen Ureinwohnern, 4,2 Prozent Asiaten sowie 2,3 Prozent aus anderen ethnischen Gruppen; 2,5 Prozent stammten von zwei oder mehr Ethnien ab. Unabhängig von der ethnischen Zugehörigkeit waren 5,6 Prozent der Bevölkerung spanischer oder lateinamerikanischer Abstammung. 
21,8 Prozent der Bevölkerung waren unter 18 Jahre alt, 65,9 Prozent waren zwischen 18 und 64 und 12,3 Prozent waren 65 Jahre oder älter. 51,7 Prozent der Bevölkerung war weiblich.
Das mittlere jährliche Einkommen eines Haushalts lag bei 60.337 USD. Das Pro-Kopf-Einkommen betrug 39.364 USD. 5,6 Prozent der Einwohner lebten unterhalb der Armutsgrenze.